# Fritz von Selle
Fritz Karl von Selle (Zigahnen, 15 oktober 1868 - Coburg, 25 mei 1947) was een Duits officier. Hij bracht het tot luitenant-generaal der infanterie. Toen de Tweede Wereldoorlog uitbrak was v. Selle gepensioneerd. 
Als bevelhebber van troepen van het hertogdom Saksen-Coburg en Gotha droeg Fritz von Selle het zeldzame Carl Eduard-Oorlogskruis. Hij droeg ook de orde Pour le Mérite  van Pruisen.

## Onderscheiding
- Pour le Mérite  op 6 januari 1918[1]